# Igong Bonpuri
El Igong Bonpuri (Hangul: 이공 공 풀이), más conocido en Corea como el mito Hallakgungi (Hangul: 할락궁이 신화) es una narración tradicionalmente contada por los chamanes en la isla coreana de Jejudo. La historia tiene similitudes con el libro budista Wolin Seokbo (Hanja: 月 印 釋 譜 "La reflexión de la luna sobre la genealogía del Buda"), que muestra la estrecha relación de la mitología coreana y la mitología budista.

## Argumento
El Igong Bonpuli cuenta la historia de Hallakgungi, quien se convirtió en la deidad que protegió el reino mitológico de los Campos de Seocheon (Hangul: 서천 꽃밭, literalmente campos de flores del oeste). La historia se divide tradicionalmente en cuatro partes;  Las partes no se mencionarán aquí.
Hace mucho tiempo vivió Gimjeongguk de la nación de Gimjeong, que vivía en la aldea superior, e Imjeongguk de Imjeong, que vivía en la aldea baja. Gimjeongguk era muy pobre, pero Imjeongguk era extremadamente rico. Sin embargo, ambos no tuvieron hijos, incluso después de los cuarenta años;  así, ambos rezaron a un templo en los picos orientales. Pronto, las esposas de Gimjeongguk e Injeongguk dieron a luz. El hijo de Gimjeongguk era un niño llamado Sara Doryeong, y el hijo de Imjeongguk era una niña llamada Wongang Ami. Los padres de se prometieron que sus hijos se casarían en el futuro.
Cuando ambos niños crecieron contrajeron matrimonio y Wongang Ami pronto tuvo un hijo. Pero un día, ella soñó que la deidad suprema, Okhwang Sangje, lo convocaría para ser Igong (también conocido como Kkotgamdok, literalmente administrador de flores), el guardián de los Campos de Seocheon. Wongang Ami tuvo el mismo sueño. Pero, debido a que ella estaba embarazada, se negaron a ir. Aun así, ambos se vieron obligados a ir al oeste a los Campos de Seocheon después de que tuvieran el mismo sueño durante tres noches.
Mientras seguían su camino, Wongang Ami descubrió que era casi imposible continuar el duro viaje debido a su embarazo. Al final, le suplicó a su marido que los vendiera a ella y a su hijo no nacido como esclavos. Sara Doryeong aceptó la petición y trató de venderla por 300 monedas y el feto por 100 monedas a un hombre rico llamado Cheonnyeon Jangja.
La primera y la segunda hija de Cheonnyeon Jangja le aconsejaron a su padre que se negara a comprarla, pero la tercera hija le aconsejó que si debería. El padre hizo caso al consejo de la tercera hija y la compró .
Sara Doryeong partió su peine por la mitad y le dio la mitad a Wongang Ami, aconsejándole que se lo diera a su hijo cuando intentara encontrar a su padre. Entonces se fue y le dijo a su mujer que nombrara al niño Hallakgungi si era hombre y Hallakdegi si era mujer.
Tras la marcha del esposo, Cheonnyeon Jangja intentó forzar a Wongang Ami a tener relaciones sexuales con él, pero ella se excusó diciendo que en su país, las personas se volvían a casar solo cuando nacia un hijo.
Pronto, Wongang Ami dio a luz a un niño. Prestando atención al consejo de su marido, ella lo llamó Hallakgungi. Esa noche, Cheonnyeon Jangja apareció de nuevo, tratando de forzarla a la unión sexual, nacido el hijo. Ella una vez más se negó, diciendo que en su país, la gente se volvía a casar solo cuando el hijo trabajaba los campos con el arado y ganado.
Éste se enfureció por las constantes negativas e intentó matarla.  Sin embargo, la tercera hija le aconsejó que deberían usarlos a ella y a su hijo Hallakgungi como trabajadores. Una vez más, Cheonnyeon Jangja escuchó el consejo de su hija y obligó a la mujer a cargar cinco cuencos de agua todos los días y fabricar tres cuencos para contener agua todas las noches.  Cuando el niño creció, le obligó a talar cincuenta árboles por día y retorcer cincuenta nudos por noche.
Un día, Cheonnyeon Jangja ordenó a Hallakgungi que cortara todos los árboles en una ladera de la montaña en un día y que sembrara el campo con mijo. Cuando llegó a la montaña, apareció un gigantesco jabalí y arrasó todos los árboles. Hallakgungi luego sembró los campos y regresó a la mansión.
Al amo le sorprendió el cumplimiento extremadamente rápido de sus órdenes, así que le dio una nueva tarea a Hallakgungi. Dijo que las semillas de mijo habían sido plantadas en el momento equivocado y le ordenó que las recuperara todas. Cuando regresó al campo, una colonia de hormigas carpinteras ya había apilado las semillas de mijo cuidadosamente. A su regreso con el montón de semillas, Cheonnyeon Jangja las contó con cautela y declaró que faltaba una. Cuando Hallakgungi salió de la mansión de Cheonnyeon Jangja, una hormiga carpintera lo estaba esperando en la puerta. Estaba mordiendo una semilla de mijo con sus mandíbulas. La tomó  y se la dio a Cheonnyeon Jangja.
Cuando cumplió diez años, el amo le ordenó trabajar los campos con un arado y ganado. Cheonnyeon Jangja se acercó entonces a Wongang Ami y trató de obligarla una vez más a tener relaciones sexuales con él, mientras su hijo ahora trabajaba los campos. Ella se inventó otra excusa, pero sus opciones se iban reduciendo.
Un día, Hallakgungi se encontró a unos viejos jugando a Baduk en el bosque donde fue a talar. Le dijeron que cogiera un ciervo blanco y montara en él para encontrar a su padre. Mientras bajaba la montaña, encontró un ciervo blanco pastando en un risco. Lo capturó  y lo llevó a la mansión de Cheonnyeon Jangja.
Tras regresar a la mansión de su maestro, Hallakgungi fue a buscar a su madre y le preguntó quién era su padre. Después de una breve pausa, ella le respondió que su padre era Cheonnyeon Jangja. En respuesta, el hijo le pidió que le friera guisantes rojos. Pero, la mujer no pudo encontrar una cuchara y mientras revolvía los frijoles con su propia mano, Hallakgungi le aplastó la mano para que no pudiera levantarla de los guisantes. Luego preguntó una vez más quién era su padre. Wongang Ami tomó el peine roto y se lo dio a su hijo, y le contó que su verdadero padre era Sara Doryeong, que ahora era el dios Igong, el guardian de los Campos de Seocheon. Así que, le preparó dos Tteok mezclando cinco sacos de trigo sarraceno y cinco sacos de sal. Hallakgungi cabalgó sobre el ciervo blanco y huyó de la mansión.
Cheonnyeon Jangja se enfureció por la fuga de Hallakgungi y puso a sus dos sabuesos, Cheollidongi y Mallidongi, tras su rastro. Cheollidongi podía correr 1,000 li, o 500 km, por día, y Mallidongi podría correr 10,000 li, o 5,000 km, por día.
Cheollidongi fue el primero en encontrar a Hallakgungi sobre el ciervo blanco. Este le tiró al perro uno de sus dos pasteles. El perro se comió el pastel, pero el pastel era extremadamente salado y huyó para tomar un trago de agua. Del mismo modo, cuando Mallidongi vino a atacarle, también le dio un pastel, y el sabueso huyó para beber agua.
Mientras tanto, Cheonnyeon Jangja torturó a Wongang Ami tres veces, pero no se sometió a sus deseos. Finalmente, Cheonnyeon Jangja le cortó la cabeza, las piernas y los brazos, y alimentó con sus restos a los cuervos en el Campo de Cheongdae.
Hallakgungi continuaba el camino hacia los Campos de Seocheon cuando se encontró con un río blanco que le llegaba alas rodillas. Luego, se encontró con un río amarillo que le llegaba a la cintura, y finalmente, se encontró con un río rojo que le llegaba al cuello.
Cuando Hallakgungi cruzó el río rojo, se encontró en una tierra extraña. La tierra era los Campos de Seocheon. Escuchó que alguien se acercaba y se escondió rápidamente en un sauce cerca de un lago, donde vertió una gota su sangre mordiéndose el dedo corazón. Cuando los jóvenes aprendices de los Campos de Seocheon recogieron el agua del lago y se lo dieron a las flores en los Campos de Seocheon, las flores se marchitaron. Sara Doryeong fue informada de esta misteriosa plaga, fue al sauce y le preguntó al joven quién era. Le respondió que era Hallakgungi, hijo de Wongang Ami, y le dio el peine roto. Él también sacó su mitad del peine roto y unió las dos mitades. El encaje era perfecto.
Sara Doryeong dijo que los tres ríos multicolores estaban compuestos por las lágrimas de Wongang Ami durante sus tres torturas. Hallakgungi prometió vengarse de Cheonnyeon Jangja. Su padre le entregó las cinco Hwansaengkkot ("Flores de reencarnación"), que eran Bbyeosalikkot ("Flor que revive los huesos"), Salsalikkot ("Flor que revive la carne"), Pisalikkot ("Flor que revive la sangre"), Sumsalikkot ("Flor que revive el aliento") y Honsalikkot ("Flor que revive el alma"). Además, Sara Doryeong le dio Uleumkkot ("Flor del llanto"), Useumkkot ("Flor de la risa"), Bulbuteulkkot ("Flor que trae fuego"), Bujadoelkkot ("Flor que trae abundacia") Ssaumkkot ("Flor de combate"), Seonshimkkot ("Flor de la mente buena"), y la Suremyeolmangakshimkkot ("Flor que trae destrucción a través de la mente malvada"). Finalmente, le hizo a su hijo un bastón hecho de madera de styrax.
Hallakgungi regresó a la casa de Cheonnyeon Jangja, disfrazado de mago ciego. Primero mostró el Useumkkot, que fue creado para dar alegría a los desesperados. De repente, la familia de Cheonnyeon Jangja se rio sin cesar hasta el punto de ser doloroso. El siguiente fue el Uleumkkot, diseñado para otorgar lágrimas a quienes no tenían lágrimas. Todos los miembros de la familia se encontraron llorando sin ninguna razón. Entonces, Hallakgungi mostró el Ssaumkkot, y la familia luchó brutalmente entre ellos.
Hallakgungi le dijo a la tercera hija de Cheonnyeon Jangja que se tapara los ojos, y reveló el Suremyeolmangakshimkkot. Todos, excepto la tercera hija, se comieron entre ellos hasta que solo quedaron ellos dos. Entonces le preguntó dónde estaba el cuerpo de su madre, y ella no tuvo más remedio que responder.
Cuando llegó al Campo de Cheongdae, descubrió que una rosa de invierno había crecido en la frente de su madre árbol emperatriz había había crecido en el pecho. Cuando  colocó la Bbyeosalikkot, los huesos dispersos se encontraron para formar un esqueleto completo. Cuando colocó la Salsalikkot, la carne creció por encima de los huesos. Cuando colocó la Pisalikkot, la sangre le corrió por las venas de nuevo. Cuando colocó la Sumsalikkot, comenzó a respirar otra vez. Cuando colocó la Honsalikkot, recuperó la conciencia. Por último, le golpeó a tres veces con su bastón y finalmente se levantó.
Después de ver que una rosa de invierno y un árbol de la emperatriz habían crecido en su cuerpo, Wongang Ami dijo que estos árboles habían crecido en su furia. Por lo tanto, desde ese día, las mujeres hicieron aceite para el cabello con el fruto  de la rosa de invierno y un bastón con madera de árbol emperatriz.
Madre e hijo fueron juntos a los campos de Seocheon. Allí, Hallakgungi se convirtió en el segundo Igong, el dios de los campos de Seocheon. La pareja reunida, Sara Doryeong y Wongang Ami se retiraron a algún lugar del cielo.
La noticia de la historia de Hallakgungi fue difundida por quienes habían vivido cerca de Cheonnyeon Jangja. A partir de ese día, se convirtió en tradición que los hijos siguieran la carrera de su padre, tal como Hallakgungi había continuado la carrera de Sara Doryeong como Igong.

## Igong Maji
Como casi todos los mitos orales coreanos, el Igong Bonpuri es parte de un Gut o ritual chamanístico.
El Igong Bonpuri se canta en la mayoría de los grandes Gut en la isla de Jeju, una isla de tamaño mediano al sur de la península de Corea. En grandes Gut, el Igong Bonpuri se canta después del Chogong Maji.
El recital de Igong Bonpuri es parte del ritual más grande, Igong Maji, literalmente 'Saludo a los Igong'. 
El Igong Maji era recitado por un chamán vestido de campesino. Se sentaba en una mesa y cantaba el mito con la ayuda de un instrumento parecido a un tambor llamado Janggu.

## Campo de Seocheon en otros mitos
El Campo de Seocheon es un escenario muy importante en la mitología coreana, pero especialmente en la isla de Jeju. Aparece en cuatro mitos, excluyendo el Igong Bonpuri.
- En el mito de Baridegi, la séptima hija del rey Ogu, usa los cinco Hwansaengkkot para revivir a su padre muerto.
- En el mito de Munjeon Bonpuri, Nokdisaengin, el séptimo hijo de Namseonbi, revive a su madre muerta con el Hwansaengkkot. Él es ayudado por Hallakgungi.[2]
- En el mito de Segyeong Bonpuri, Jacheong-bi toma prestado el Hwansaengkkot de Sara Doryeong (llamado 'Gran Rey Sara' o 'Sara Jangja' ) a cambio de matar a un búho. Jacheong Bi usa las cinco flores para revivir a Jeongsunam, su esclava. Aquí, Sara Doryeong tiene tres hijas. Hacia el final del mito, Jacheong-bi toma prestado el Suremyeolmangakshimkkot de Sara Doryeong  y lo usa para destruir un ejército de Gwishin, que se ha rebelado contra los dioses.
- En el Saelbung Halmang Bonpuri y el Manura Bonpuri, se dice que la diosa del parto, Samshin, usa el Hwansaengkkot para embarazar a una mujer.

## Semejanzas con otras mitologías
El Igong Bonpuri tiene una sorprendente similitud con el octavo capítulo del libro budista Wolin Seokbo. Escrito en la Corea del siglo XV, es perfectamente posible que el mito de Igong Bonpuri haya influido en él, o viceversa.
El octavo capítulo del Wolin Seokbo es una pieza de la mitología budista sobre el Príncipe Heredero Anrakguk.  En el mito, Hallakgungi se llama 'Anrakguk', Sara Doryeong es 'Gran Rey Sarasu', Wongang Ami es 'Wonang Buin' y Cheonnyeon Jangja se llama 'Jahyeon Jangja'. La trama también es similar;  Anrakguk revive a su madre Wonang Buin, quien fue asesinada cuando Jahyeon Jangja la apuñaló con una espada, con flores de loto dadas por su padre, el Gran Rey Sarasu. Sin embargo, en el mito de Anrakguk, no hay un reino que se parezca a los Campos de Seocheon.
Hay dos mitos orales coreanos en el continente que se asemejan al Igong Bonpuri. El primero es un mito en la región de Ganggye de Corea del Norte, que se llama Sinseon Setyeonnim Cheongbae.  Otro es el mito de Yakyangguk Wangja Norae, literalmente 'Canción del Príncipe del Estado de Yakyang', contado en la región de Gimhae.